# Gmail Drive
Ne doit pas être confondu avec Google Drive.

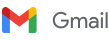
Logo de Gmail

Gmail Drive était un logiciel gratuit d'extension (« add-on ») pour l'explorateur de Windows. Il permettait de créer un disque virtuel, stocké dans le compte Gmail de l'utilisateur, et affichait son contenu dans un nouveau lecteur réseau dans le poste de travail. Logiciel tiers (ni créé ni repris par Google), il a été mis en ligne en 2004 et fonctionnel dès 2005, ce qui précède la sorte de Google Drive de plus de 7 ans.

## Fonctionnement
Il était nécessaire d'avoir un compte Gmail, qui était utilisé pour stocker les fichiers. La taille maximale d'un fichier est de 25 Mo, ce qui correspond à la limite de taille pour les pièces jointes dans Gmail. Il est envisageable de partager des fichiers, en créant par exemple un compte Gmail, et en en diffusant les codes d'accès.